# Francesco Greco (magistrato)
Francesco Greco (Napoli, 13 novembre 1951) è un ex magistrato italiano divenuto famoso per aver condotto o contribuito a inchieste celebri quali Mani pulite e il Crac Parmalat.

## Biografia
Figlio di un ammiraglio, entrò in magistratura nel 1977, dopo avere conseguito la laurea a Roma. Nel 1979 si trasferì a Milano, come pubblico ministero. In questa veste fece parte del pool di Mani pulite agli inizi degli anni novanta, con Antonio Di Pietro, Gherardo Colombo e Piercamillo Davigo. 
Nel 1985 il primo arresto eccellente: è quello di Pietro Longo, segretario del Partito Socialista Democratico Italiano, arrestato con l’accusa di aver intascato una bustarella pagata per ottenere un appalto Enel. 
Nel 2016 venne nominato capo della procura del capoluogo lombardo.

## Omonimia
È omonimo di un altro alto magistrato, il procuratore capo di Napoli Nord Francesco Greco.